# Une fois encore
Cet article possède un paronyme, voir Encore une fois.
 (septembre 2015).
Si vous disposez d'ouvrages ou d'articles de référence ou si vous connaissez des sites web de qualité traitant du thème abordé ici, merci de compléter l'article en donnant les références utiles à sa vérifiabilité et en les liant à la section « Notes et références ».
Une fois encore est une encyclique du pape Pie X datant du 6 janvier 1907. Il s'agit de la troisième encyclique de ce pape adressée aux catholiques français sur la loi de séparation des Églises et de l'État de 1905 et les compléments législatifs ou réglementaires apportés. Elle fait suite aux encycliques Vehementer nos du 11 février 1906 et Gravissimo Officii Munere du 10 août 1906.
Cette encyclique est écrite en réaction à la loi du 2 janvier 1907 qui acte l'expulsion des évêques, des curés et des séminaristes des palais épiscopaux, des presbytères et des séminaires.

## Contenu
Pie X considère comme anti-religieuse la politique du gouvernement français :

« Ce n'est plus seulement la foi chrétienne qu'on veut à tout prix déraciner du milieu des cœurs, c'est encore toute croyance qui, élevant l'homme au-dessus des horizons de ce monde, reporte surnaturellement son regard lassé vers le ciel.

L'illusion, en effet, n'est plus possible. On a déclaré la guerre à tout ce qui est surnaturel, parce que derrière le surnaturel, Dieu se trouve et que ce que l'on veut rayer du cœur et de l'esprit de l'homme, c'est Dieu. »

Il proteste contre la spoliation des biens vacants :

« C'est perfidement mise en demeure de choisir entre la ruine matérielle et une atteinte consentie à sa constitution, qui est d'origine divine, qu'elle (l'Église) a refusé, au prix même de la pauvreté, de laisser toucher en elle à l'œuvre de Dieu. On lui a donc pris ses biens, elle ne les a pas abandonnés. Par conséquent, déclarer les biens ecclésiastiques vacants à une époque déterminée si, à cette époque, l'Église n'a pas créé dans son sein un organisme nouveau; soumettre cette création à des conditions en opposition certaine avec la constitution divine de cette Église, mise ainsi dans l'obligation de les repousser; attribuer ensuite ces biens à des tiers, comme s'ils étaient devenus des biens sans maître, et, finalement, affirmer qu'en agissant ainsi on ne dépouille pas l'Église mais qu'on dispose seulement de biens abandonnés par elle, ce n'est pas simplement raisonner en sophiste, c'est ajouter la dérision à la plus cruelle des spoliations. »

Il maintient son opposition aux associations cultuelles :

« [...] il lui aurait été facile de ne pas soumettre la formation des associations cultuelles à des conditions en opposition directe avec la constitution divine de l'Église qu'elles étaient censées devoir servir.
La loi les a organisées de telle sorte que ses dispositions à ce sujet vont directement à l'encontre de droits qui, découlant de sa constitution, sont essentiels à l'Église, notamment en ce qui touche la hiérarchie ecclésiastique, base inviolable donnée à son œuvre par le divin Maître lui-même. De plus, la loi confère à ces associations des attributions qui sont de l'exclusive compétence de l'autorité ecclésiastique, soit en ce qui concerne l'exercice du culte, soit en ce qui concerne la possession et l'administration des biens. Enfin, non seulement ces associations cultuelles sont soustraites à la juridiction ecclésiastique, mais elles sont rendues justiciables de l'autorité civile. »

Il refuse les modalités de la déclaration annuelle exigée pour l'exercice du culte :

« Quant à la déclaration annuelle exigée pour l'exercice du culte, elle n'offrait pas toute la sécurité légale qu'on était en droit de désirer. Néanmoins, bien qu'en principe, les réunions des fidèles dans les églises n'aient aucun des éléments constitutifs propres aux réunions publiques et, qu'en fait, il soit odieux de vouloir les leur assimiler, pour éviter de plus grands maux, l'Église aurait pu être amenée à tolérer cette déclaration. Mais en statuant que "le curé ou le desservant ne serait plus" dans son église "qu'un occupant sans titre juridique; qu'il serait sans droit pour faire aucun acte d'administration" on a imposé aux ministres du culte, dans l'exercice même de leur ministère, une situation tellement humiliée et vague que, dans de pareilles conditions, la déclaration ne pouvait plus être acceptée. »